# Syodon
Syodon è un genere estinto di terapsidi, appartenente ai dinocefali. Visse nel Permiano superiore (circa 265 milioni di anni fa). I suoi resti fossili sono stati rinvenuti in Russia. 

## Descrizione
Questo animale è noto principalmente per due crani ben conservati e per alcuni resti postcranici frammentari. Il cranio più grande era lungo circa 22 centimetri e fa supporre che l'animale non raggiungesse il metro e mezzo di lunghezza. Era quindi piuttosto piccolo se raffrontato ad altri animali simili, come Titanophoneus. Il cranio di Syodon era moderatamente alto, dotato di un muso allungato e di una regione postorbitale piuttosto corta. Il foro pineale era ampio, e le orbite erano molto grandi. Le ossa postorbitali erano grandi e spesse, e fornivano un'area esterna per l'origine di parte del muscolo adduttore. Le ossa palatine e pterigoidee erano provviste di denti, mentre nella parte anteriore delle fauci erano presenti lunghi canini dalla sezione tonda e ricurvi; i denti postcanini erano piccoli e compressi trasversalmente. I femori di Syodon erano snelli e dotati di creste e condili debolmente sviluppati, con una leggera curvatura.

## Classificazione
La prima descrizione scientifica di Syodon avvenne nel 1838, da parte di Stepan Semënovič Kutorga, professore dell'Università di San Pietroburgo. Kutorga studiò i fossili frammentari rinvenuti nelle arenarie rosse della provincia di Perm' e stabilì nuovi taxa, tra cui Brithopus e Syodon. Quest'ultimo era basato solo su una zanna, e venne attribuito (erroneamente) ai mammiferi pachidermi. Kutorga, in ogni caso, fu il primo scienziato a notare una somiglianza tra i terapsidi estinti e i mammiferi.
La specie tipo di Syodon è S. biarmicum, nota anche per un cranio in buono stato di conservazione.

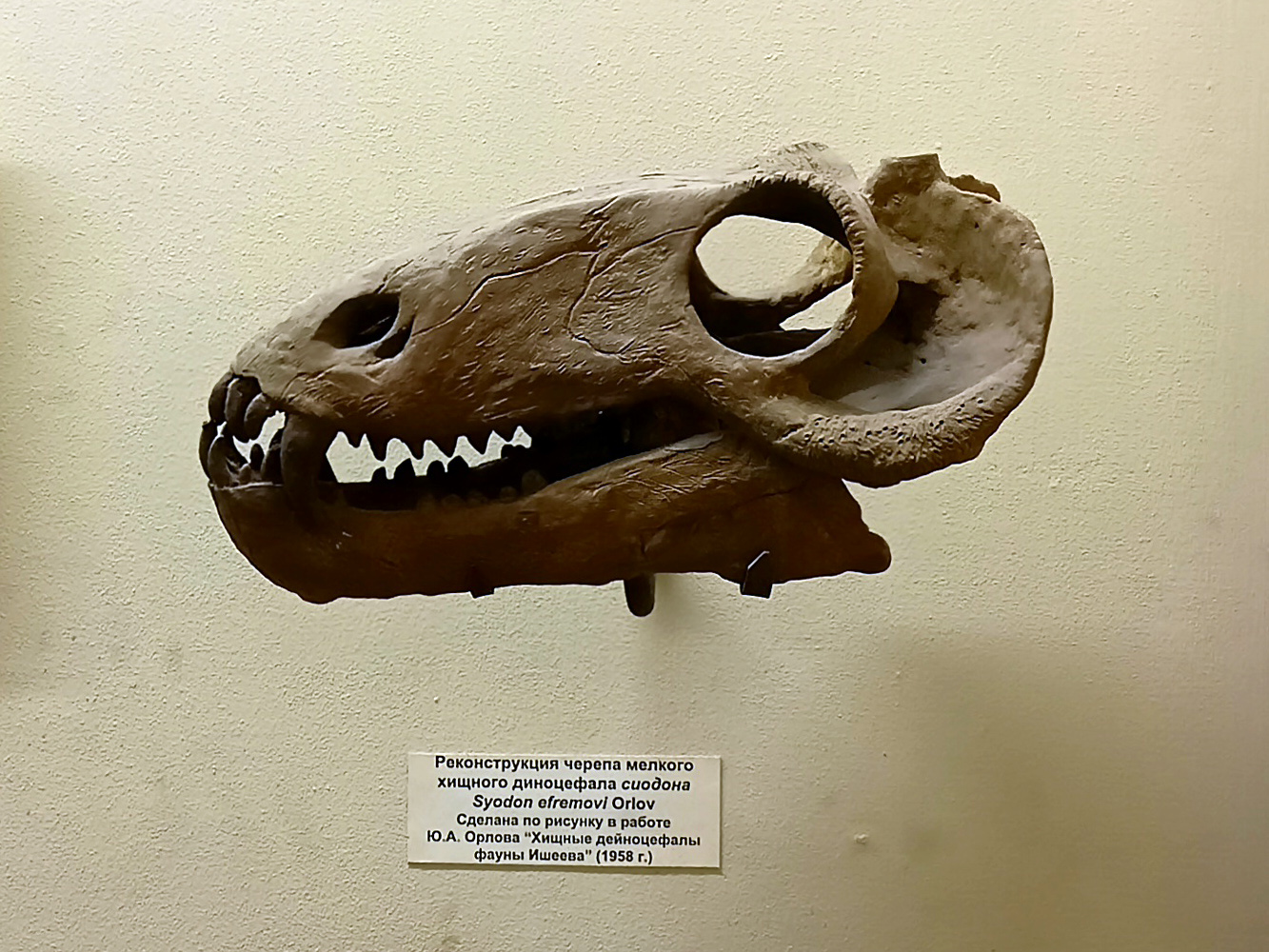
Cranio di Syodon efremovi (=S. biarmicum)

Nel 1940 Orlov descrisse un altro cranio proveniente dalla valle di Kamenny, nei pressi di Isheevo, come una nuova forma di terapside, Cliorhizodon efremovi. Lo stesso studioso, nel 1958, attribuì questa specie al genere Syodon. Attualmente questa specie è considerata un probabile sinonimo di Syodon biarmicum.
Syodon è considerato un rappresentante degli anteosauridi, un gruppo di terapsidi primitivi appartenenti ai dinocefali, solitamente di grandi dimensioni. Syodon e i suoi stretti parenti (ad esempio Notosyodon e Australosyodon) rappresentano invece una linea di anteosauridi di piccole dimensioni e dalle forme snelle, tanto da essere a volte considerati una famiglia a sé stante (Syodontidae).

## Paleoecologia
L'aspetto di questo animale doveva essere simile a quello di un varano: il siodonte era un predatore di taglia media, che cacciava probabilmente piccoli erbivori come i venjukoviamorfi. Contrariamente a molti terapsidi evoluti, il siodonte aveva le zampe posizionate ai lati del corpo, e questo non gli permetteva di essere particolarmente veloce.